# Gō Nagai
Kiyoshi Nagai  (永井 潔?, Nagai Kiyoshi), noto come Gō Nagai (永井 豪?, Nagai Gō) (Wajima, 6 settembre 1945) è un fumettista, animatore e sceneggiatore giapponese.
Considerato uno dei più importanti mangaka di sempre, è autore di opere che hanno segnato la storia moderna del fumetto portando due importanti innovazioni nei manga e negli anime giapponesi: nel 1968 con l'accoglimento dell'erotismo nei manga destinati ai ragazzi con La scuola senza pudore (Harenchi Gakuen) e nel 1972 con l'introduzione dei mecha, enormi robot guidati da piloti posti al loro interno, a partire da Mazinga Z.

## Biografia

### Gli esordi da mangaka

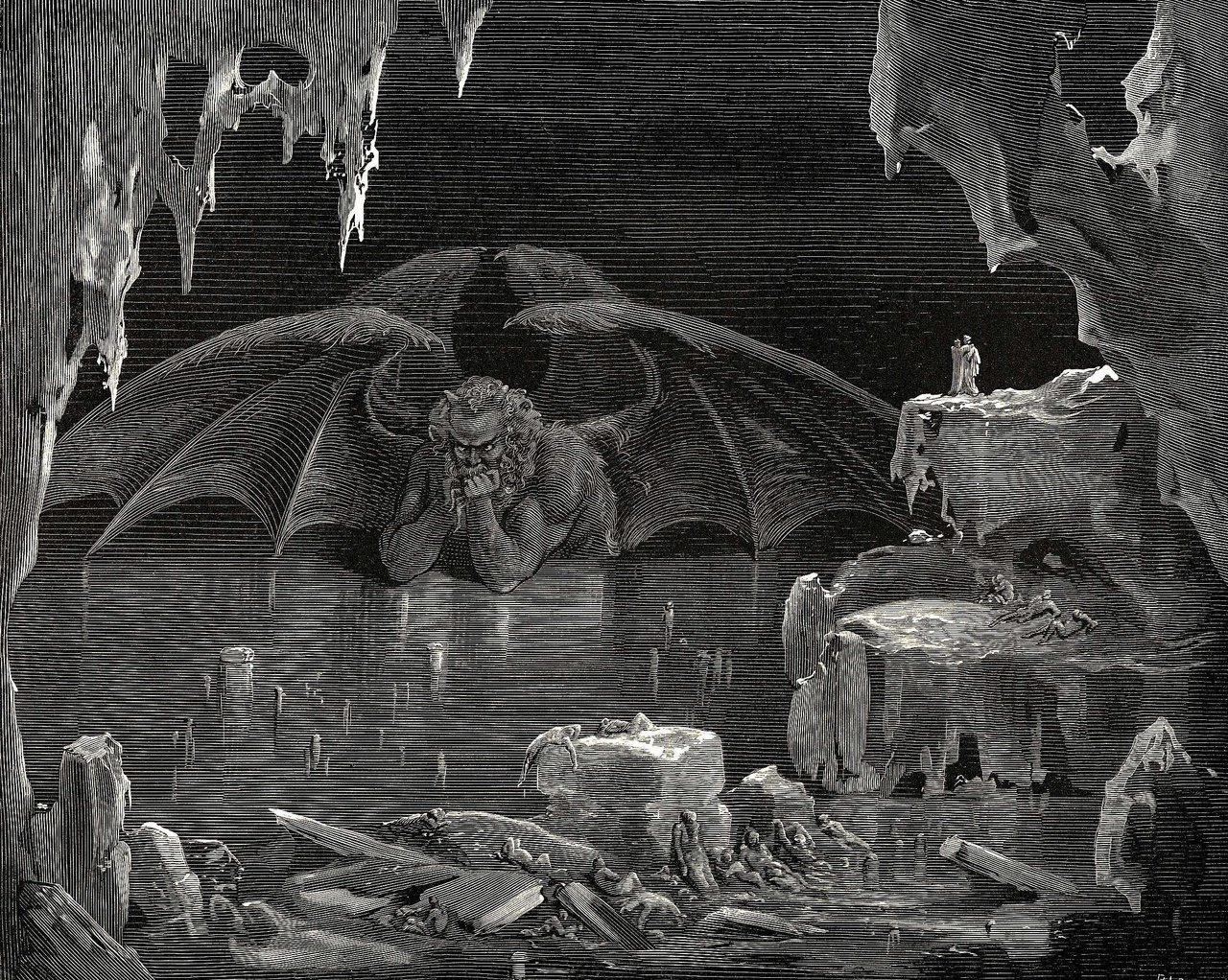
L'illustrazione di Lucifero all'Inferno, di Gustave Doré, che sarà l'ispirazione per Mao Dante e Devilman.

Inizia a lavorare nel mondo del fumetto nel 1965, collaborando con Shōtarō Ishinomori, ma già nel 1967 crea Meakashi Porikiki, il suo primo manga.  Il successo arriva nel 1968 con la pubblicazione su Weekly Shonen Jump della dissacrante serie La scuola senza pudore, serializzata tra il 1968 e il 1972. L'opera arriva ai primi posti delle classifiche e diventa bersaglio dei media in quanto presenta un eccesso di nudità e una forte critica al sistema educativo giapponese. In quest'opera si cominciano però ad intravedere le tematiche care all'autore: come afferma lui stesso, è una sorta di ponte che lo porta verso la realizzazione di Devilman, passaggio che Nagai sottolinea nel manga Gekiman.  Nel 1970 fonda la Dynamic Production, per produrre e distribuire i suoi lavori, che col tempo si dotò di filiali in tutto il mondo (anche in Italia, vedi sotto).
Profondo innovatore in ogni campo del fumetto giapponese, con il manga Mao Dante inizia la sua esplorazione delle tematiche religiose e demoniache che si interrompe per la chiusura della rivista su cui era pubblicato. Da quanto dichiarato da Nagai stesso durante la Napoli Comicon 2007, fonte di ispirazione per Mao Dante e successivamente per Devilman fu una copia della Divina Commedia di Dante Alighieri illustrata da Gustave Doré, che aveva avuto modo di leggere durante l'infanzia.

### Dalla carta al video
Nagai allora crea, come soggetto per una serie televisiva sperimentale dedicata ad un pubblico più adulto, un "quasi remake" e nasce così Devilman (デビルマン?, Debiruman), forse la sua opera più famosa a livello mondiale. Per supportare la serie TV ne crea anche un manga, molto meno edulcorato (la serie TV infatti presenta richiami all'iconografia del supereroe occidentale). In tempi più recenti verranno realizzati due OAV che riprenderanno più fedelmente la prima parte del manga, in cui introduce situazioni al limite dello splatter e un finale apocalittico pessimista ed imprevedibile, soprattutto a quei tempi.

### L'epopea dei super robot

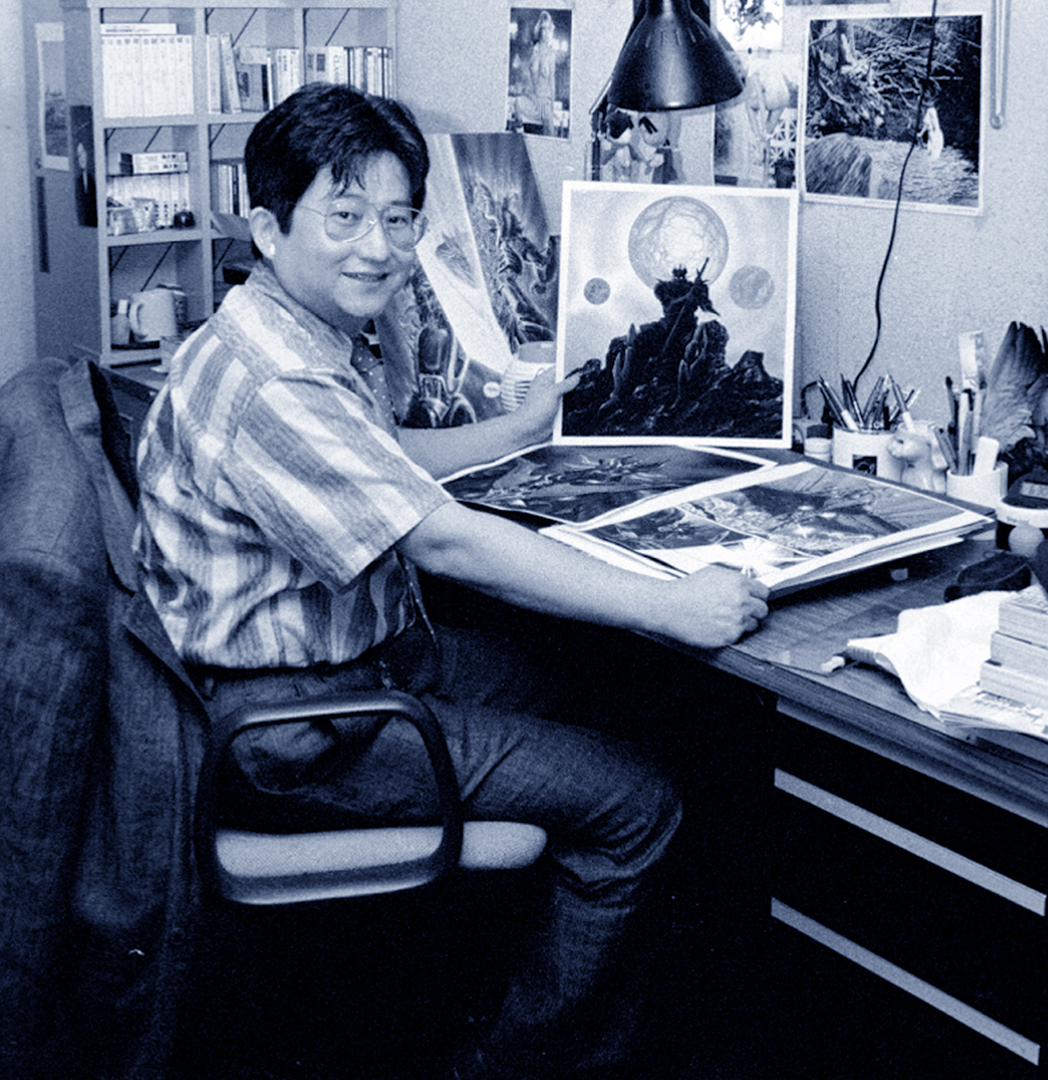
Gō Nagai nel 1987

Il 1972 è un anno importantissimo per Nagai, in cui crea Cutie Honey, che unisce le tematiche supereroistiche con quelle erotiche che tanto gli stanno a cuore, e finalmente Mazinga Z, il primo cartone animato con protagonista un super robot controllato dall'interno da un essere umano. Di quest'opera furono pubblicate varie versioni a fumetti, la più importante delle quali è quella sceneggiata da Nagai e disegnata da Gosaku Ota, che segue fedelmente la trama della versione televisiva accentuandone la violenza e introducendo anche alcune innovazioni (come l'episodio in cui l'esercito del Dottor Inferno conquista uno staterello africano). Inoltre, nel corso del fumetto e della serie televisiva viene introdotto il personaggio del Granduca Gorgon, primo esponente del popolo dei Micenei (o Mikenes) che darà battaglia al successore di Mazinga Z, Grande Mazinga.
Nel 1973 ha poi inizio la lunghissima epopea di Violence Jack, una serie in cui la penisola del Kantō (dove si trova Tokyo) viene isolata da un cataclisma e diventa teatro di selvagge lotte per la sopravvivenza, che Nagai interromperà e riprenderà ripetutamente, fino a completarla solo nel 1990.
La serie televisiva Il Grande Mazinger, apparsa nel 1974, approfondirà ed estremizzerà le tematiche presenti in Mazinga Z: questa volta il pilota del mecha non è un ragazzino inesperto, ma un vero e proprio soldato addestrato al compito e che ha come unico scopo nella sua vita la sconfitta del popolo dei Micenei, che si presentano nelle mostruose fattezze di enormi mostri robotici con teste umane incastonate solitamente nel ventre. Sempre nel 1974, Nagai dà di nuovo prova del suo genio e, assieme a Ken Ishikawa, inventa i "mecha componibili" con Space Robot (Getter Robot). Anche in questa serie ritorna la tematica del "nemico che viene dal passato", ovvero l'Impero dei Dinosauri, una razza di rettili umanoidi particolarmente intelligenti, rimasti in ibernazione per secoli e tornati a reclamare la Terra. Della serie TV vengono nuovamente create molte riduzioni a fumetti, la cui più importante è senza dubbio quella disegnata (e dopo i primi capitoli anche sceneggiata) da Ken Ishikawa, coautore di Getter, che è continuata fino al 2006, anno della sua morte. Questa "riduzione" comunque risulta essere radicalmente diversa dalla versione televisiva, mantenendo solo i presupposti di base. Sempre del 1974 è il fumetto Kekko Kamen (Maschera libidinosa), un'ennesima fusione di supereroi ed erotismo in cui la protagonista combatte il crimine vestita della sola maschera.
Nel 1975 viene prodotto il seguito di Space Robot, Jet Robot (Getter Robot G) insieme a due serie che avranno molto successo in Italia, Jeeg robot d'acciaio (Kotetsu Jeeg) e Ufo Robot Goldrake (Ufo Robot Grendizer). Anche in questo caso ci sono innovazioni nei mecha: in Jeeg, il pilota si trasforma esso stesso nella testa del robot con una metamorfosi e le altre parti, agganciate magneticamente, vengono "sparate" da una piccola navetta volante, appunto chiamato Big Shooter. I nemici provengono di nuovo dal passato, per la precisione dall'antichità giapponese. In Goldrake, invece, il mecha può entrare o uscire da un vero e proprio disco volante che gli fa da mezzo di trasporto nell'aria e nello spazio. Da questo particolare deriva il nome Ufo Robot, sia nella errata traduzione dalla versione francese, Atlas Ufo Robot, sia nella recente denominazione nelle edizioni D/visual, Ufo Robot Grendizer. I temi sono questa volta più "classicamente" fantascientifici, con una vera e propria invasione aliena; la serie è notevole anche per una maggiore caratterizzazione dei personaggi e delle loro emozioni, non solo negli eroi ma anche e soprattutto nei nemici.
La nascita di Goldrake ha avuto una lunga “gestazione”. Nel 1975 , mentre la serie del Grande Mazinga andava ancora in onda in Giappone, venne proiettato un cortometraggio chiamato UFO Robot Gattaiger - La grande battaglia dei dischi volanti (in lingua originale “Uchu Enban Daisenso”), la quale matrice era proprio il cavalcante interesse degli Ufo, nato nella fine degli anni ‘60 ed esploso negli anni ‘70 (alimentato anche dalla serie televisiva britannica UFO, arrivata anche nei territori del Sol Levante).
Così i produttori della Toei Animation, per cavalcare la nascente onda di questo interesse, decidono di creare un cortometraggio con Ufo e personaggi alieni come protagonisti, decidendo di affidare il soggetto della storia ed i personaggi a Go Nagai (il quale, un anno prima, aveva contribuito alla realizzazione di un documentario animato proprio sugli Ufo); questo non era un progetto sul quale puntavano molto, tanto che decisero di proiettarlo insieme ad un piano molto più promettente, ovvero il film crossover Il Grande Mazinga contro Getta Robot G.
Contrariamente a quanto ci si aspettava, Uchu Enban Daisenso ottenne un successo enorme, addirittura maggiore rispetto a quello del Grande Mazinga contro Getter Robot G (che al contrario venne reputato un po' deludente dal pubblico), successo dettato dalla caratterizzazione psicologica dei personaggi e dall’aspetto innovativo dei mecha.
Questa notorietà del cortometraggio animato suggerì ai produttori della Toei di creare una nuova serie che avrebbe sostituito Il Grande Mazinga, decidendo di affidarla sempre a Go Nagai, facendogli sviluppare proprio le tematiche di Daisenso; questa serie verrà trasformata nel terzo capitolo della Trilogia dei Mazinger (costituita da Mazinga Z, Il Grande Mazinga e che avrebbe dovuto includere il progetto, più volte ripreso ma il quale non ha mai visto la luce, di God Mazinger - inizialmente concepito come seguito diretto de Il Grande Mazinga - , nome che successivamente verrà riutilizzato per la serie del 1984) e sarà proprio UFO Robot Goldrake.
Per dare una continuità tra le due serie e questa, seppur contrariamente al volere di Nagai, quelli dello staff di Toei vollero inserire Koji Kabuto tra i personaggi principali (che in Uchu Enban Daisenso non c’è perché Duke Fleed agisce senza un comprimario terrestre), che funge proprio da tramite tra serie distaccate tra loro in quanto a tematiche e impostazione.
Goldrake ha avuto particolare fortuna in Europa, dove in alcuni stati (Francia e Italia) ha dato origine ad un vero e proprio fenomeno di costume, studiato perfino nelle facoltà di sociologia. In Italia, in particolare, Goldrake ha segnato ufficialmente l'ingresso degli anime nella programmazione televisiva. L'impatto che ebbe all'epoca fu molto forte, in quanto c'erano molte differenze, sia di tecnica d'animazione sia di tematiche, con le serie allora conosciute, come i cartoni animati della Warner Bros. o di Hanna-Barbera. Goldrake era veramente "un mondo a parte" in confronto ai suoi predecessori, tanto che la prima puntata trasmessa sulla RAI fu preceduta da una breve introduzione. Famosissime divennero anche le sigle italiane, create da Vince Tempera. Inoltre Goldrake dimostra finalmente che molti dei personaggi di Nagai appartengono tutti allo stesso "universo narrativo": nella serie compare Koji Kabuto (in Italia lo si è rinominato Alcor), pilota di Mazinga Z, alla guida di un innovativo mezzo volante a forma di disco. Inoltre saranno prodotti numerosi film e OAV in cui i super robot di Nagai si uniranno per una causa comune, tra i quali Ufo Robot Goldrake contro il Grande Mazinga, Mazinga Z contro Devilman, Il Grande Mazinga contro Getta Robot e lo spettacolare team-up Il Grande Mazinga, Getta Robot G, UFO Robot Goldrake contro il Dragosauro.
Nel 1976 Nagai collabora a Gackeen, il robot magnetico (Magne Robot Ga-Kin) e Gaiking (Daiku Maryu Gaiking). Proprio per una disputa sui diritti di Gaiking si deve una violenta lite di Nagai con la Toei Animation, che fino a quel momento aveva prodotto tutte le sue serie, e la conseguente separazione.

### La stagione dei remake
Da questo punto in poi la carriera di Nagai prende una piega curiosa: oltre a produrre nuove opere, si dedicherà in maniera quasi maniacale alla "riscrittura" delle opere che lo hanno reso celebre, spesso aiutato nei disegni da Ken Ishikawa e poi anche da Yu Kinutani, ma anche da altri autori. In questo modo verranno riletti Mazinga (God Mazinger, Z Mazinger, Mazinsaga), Devilman (Neo Devilman, Devillady, Amon - The Darkside of Devilman, Amon - The Apocalypse of Devilman, Strange Days - The Apocalypse of Devilman, Devilman Grimoire), Mao Dante (Shin Mao Dante) e Cutie Honey (Cutie Honey a Go Go, Cutie Honey SEED).
Oltre ai remake cartacei, produrrà molti remake e/o seguiti delle sue serie animate: Shin Cutie Honey (seguito della serie del 1972), Cutie Honey F, Re:Cutie Honey (entrambi remake), tre remake di Getter Robot (Change!! Getter Robot, gli Ultimi Giorni del Mondo, Neo Getter Robot contro Shin Getter Robot, Getter Robot), due remake/spin-off di Mazinga Z e del Grande Mazinga, Mazinkaiser ed il successivo film Mazinkaiser contro il Generale Nero. Vi è anche la serie TV di Devil Lady, che tuttavia non segue il manga. Esiste infine una parodia umoristica super deformed, Il pazzo mondo di Go Nagai (del 1991), in cui compaiono tutti i personaggi delle sue serie più celebri.

## Stile e tematiche
Per quanto si può vedere in Devilman e in Mazinga Z, lo stile di Nagai è agli antipodi dell'eleganza: semplice eppure incline al grottesco, all'effetto splatter, all'eccessivo, eppure capace di realizzare tavole che hanno influenzato generazioni di disegnatori (ad esempio Kentarō Miura, che nel suo Berserk fa più di un omaggio alle tavole di Devilman). Insomma, uno stile completo, anche se di difficile assimilazione ed assolutamente non kawaii (carino).
Al di là dell'erotismo, le tematiche trattate da Nagai nei suoi manga e anime possono essere così schematizzate:
- Fiducia nella scienza, ma non completa: in molte sue opere la scienza è l'unica risorsa in grado di salvare gli esseri umani dai pericoli delle antiche civiltà che le assalgono. È la scienza che crea le nuove divinità mecha, salvifiche e spaventose allo stesso tempo, col potere di salvare il mondo ma anche di distruggerlo. Così come esistono scienziati scrupolosi e pacifici, allo stesso tempo spregevoli scienziati pazzi tramano utilizzando le proprie conoscenze allo scopo di conquistare il mondo. Questa opposizione è rappresentata perfettamente in Mazinga Z con la coppia di scienziati Dottor Inferno/Professor Kabuto.
- Ambiguità tra male e bene: i "cattivi" di Nagai non lo sono mai nel senso classico, monodimensionale come quello dei cartoon americani. Hanno vissuto un destino spaventoso ed è per questo che vogliono vendicarsi, dopo essersi proposti di instaurare il loro dominio sulla Terra. Sono di certo malevoli e crudeli, ma anche intelligenti e astuti. Inoltre hanno una visione della vita diversa da quella moderna, legata a certe pratiche ancestrali, quasi primitive: il più forte sopravvive ed ha ragione, tutto il resto è solo fumo negli occhi. Ma anche i buoni, soprattutto nei fumetti di Nagai, non lo sono certo nel senso dei prodi cavalieri medioevali; pur rispettando la via del Bushidō, spesso hanno psicologie disturbate che a tratti li rendono spaventosi quanto coloro che devono combattere: si vedano, ad esempio, le personalità di Tetsuya Tsurugi del Grande Mazinga o quelle di Ryoma Nagare e Hayato Jin nel manga di Getter Robot). Perfino le "armi finali" dell'umanità, siano esse mecha o Devilmen, hanno tutte elementi sia di angeli che di demòni; non a caso, Nagai le indica col termine "majin", dove "ma" vuol dire "demonio" e "jin" vuol dire "divinità". Un po' diversi appaiono i nemici in Ufo Robot Goldrake, i vegani: essi non hanno mai abitato la Terra (anche se nell'episodio 44 si scopre che in un'era lontana l'avevano visitata), ma sono costretti a invaderla perché la sopravvivenza sulla loro stella è a rischio: e in loro albergano anche nobili sentimenti, che non di rado affiorano, vedi soprattutto la figura di Zuril (i dialoghi tra lui e il figlio sono i più toccanti di tutto l'anime); vi sono poi tra questi alieni alcuni personaggi secondari che lottano contro Goldrake senza per questo essere portatori di tratti negativi, come il giovane scienziato pacifista Iara, la cui originaria personalità viene fatta cancellare da una diabolica macchina messa a punto da Hydargos, o l'adolescente Aensu, vittima di un terribile inganno ordito da Gandal, il quale gli ha fatto credere che Goldrake si apprestasse a sottomettere i vegani dopo aver ottenuto la supremazia assoluta su tutta la Terra. Fondamentalmente buono può essere considerato anche il licantropo Gauss, giovane principe di una stella conquistata dai vegani, il quale accetta di combattere contro Actarus (Duke Fleed o Daisuke nella versione originale) nella speranza che Re Vega conceda l'indipendenza alla sua gente; dopo un primo scontro con Goldrake, dal quale pure esce vincitore, egli lentamente matura la convinzione che la consegna della Terra a Vega è quanto di più ingiusto ci possa essere, per arrivare così a una decisione drastica che lo riconcilierà con Actarus e con sé stesso. E un gesto ancora più nobile, forse il più nobile che si possa vedere in Ufo Robot Goldrake, viene da un personaggio che è invece votato al male: Haruk, l'alieno originario della stella Delta, alleata coi vegani. Inviato da Zuril sulla Terra per spiare la base di Procton, Haruk finisce per affezionarsi al piccolo Mizar; quando poi questi scopre la sua vera provenienza egli inorridisce all'idea di ucciderlo, sicché non solo lo lascia libero, ma si preoccupa addirittura di rassicurare Actarus che ancora ignaro del rilascio di Mizar sta battendo tutta la zona alla ricerca del bambino scomparso; solo allora affronterà Goldrake, senza dunque venir meno alla missione affidatagli.
- Fiducia nelle giovani generazioni: sempre, nell'universo di Nagai, sono i giovani e la loro mentalità più aperta che riescono ad avere ragione di spaventosi pericoli. Nati nella società tecnologica, si rapportano più facilmente con i mecha e capiscono più rapidamente la natura e le intenzioni del nemico, oltre a possedere la grande forza e l'indomabile volontà che Nagai vorrebbe fosse propria delle nuove generazioni. Viceversa, i nemici provengono quasi sempre dall'antichità, dal passato, hanno un aspetto senile con lunghe barbe o lunghi capelli bianchi, non capiscono il mondo moderno e vorrebbero distruggerlo, per riportare tutto a com'era quando lo dominavano in quanto per loro le tradizioni sono legge ed essi stessi sono "imprigionati" in una rigida architettura gerarchica che non prevede possibilità di scalata sociale. Anche qui tuttavia i vegani costituiscono ovviamente un'eccezione.
- Interesse per il cinema occidentale: nelle serie di Nagai, in particolare Goldrake, vi sono diverse citazioni di capolavori del cinema made in Hollywood. Il rapimento di Venusia da parte del gorilla cyborg di Dantus è un palese omaggio a King Kong; l'aspetto diurno di Gauss ricorda i personaggi che Clint Eastwood ha interpretato nei suoi film western.
- Interesse per il mondo antico, sia giapponese che europeo: Nagai ha spesso dichiarato di aver tratto molti spunti dalla romanità antica e dalle civiltà che l'hanno ispirata. Gli omaggi in questo senso sono innumerevoli. In Mazinga Z il cattivissimo Dottor Inferno vive in un'isoletta greca ingombra di ruderi ellenici e comanda i mostri con una Verga di Rodi, simile ai bastoni del comando in uso presso alcune antiche civiltà. Nel Grande Mazinga i nemici sono i Mikenes, ovvero i Micenei, ed uno dei generali si chiama Yuri Cesar (da Giulio Cesare), mentre dai personaggi della mitologia classica sono presi pari pari molti nomi, sia tra i comandanti sia tra i mostri guerrieri (Argos, Helena, Achilleus, Hercules); inoltre i mostri vestono come i gladiatori e hanno armi similari. In Jeeg, invece, i nemici sono ispirati all'antico Giappone, con la regina che si chiama Himika, nome che ricorda da vicino quello di una donna realmente esistita, Himiko, una sacerdotessa a capo del Regno Yamatai, antico nome di una zona del Giappone; allo stesso modo i suoi soldati assomigliano alle statuette votive che si trovano nelle tombe dell'epoca, così come le Campane di Bronzo sono un oggetto cerimoniale molto diffuso nel periodo.

## Riconoscimenti
Nell'aprile 2016 è stato ospite alla XIX edizione del Romics, dove viene premiato con il Romics d'Oro.

## Opere
- La scuola senza pudore (1968-1972)
- Abashiri ikka (1969-1973)
- Mao Dante (1971)
- Devilman (1972-1973)
- Mazinga Z (1972-1974)
- Violence Jack (1973-1990)
- Cutie Honey (1973-1974)
- Il Grande Mazinga (1974-1975)
- La canaglia in minigonna (1974-1976)
- Getter Robot (1974-1975)
- Getter Robot G (1975)
- Jeeg robot d'acciaio (1975)
- Cronache delle guerre demoniache (1975)
- UFO Robot Goldrake (1975-1977)
- Shutendoji (1976-1978)
- Devilman - Time Travellers (1981)
- God Mazinger (1984)
- MazinSaga (1990-2012)
- Getter Robot Go (1991-1993)
- Cutie Honey '90 (1992-1993)
- La Divina Commedia (1994-1995)
- Shin Getter Robot (1997)
- Devillady (1997-2000)
- Z Mazinger (1998-2000)
- Mazinkaiser (2001)
- Mao Dante - Nuova serie (Shin Mao Dante; 2002-2003)
- Mazinger Angels (2004-2006)
- Cutie Honey '21 (2004)
- Cutie Honey Seed (2004-2006)
- Getter Robot Hien (2007)
- Mazinger Angels Z (2007-2008)
- Demon Knight (2007-2009)
- Getter Robot Apocrypha: DASH (2008)
- Utamaro - Il pittore visionario (2009-2010)
- Shin Mazinger Zero (2009-2012)
- Mazinkaiser SKL (2010-2011)
- Devilman G (2012)
- Devilman Saga (2014-2020)
- Cutie Honey '70

### Altre opere
- Animard
- L'arcipelago dello scompiglio
- Aztekaiser
- Bakuratsu Kyoshitsu
- Barabanba
- Battlehawk
- Benvenuti alle terme dei vampiri
- The Bird
- Burai the Kid
- Il cane divino
- Cappuccetto rotto
- Change! Sabu
- Chowman
- Cinderella Knight
- La cozza del palcoscenico
- Devilman Armageddon
- Dinosaur Savers
- Disposta a tutto!
- Dongara Musketeers
- Dororon Enma-kun
- Dosuryu
- Dundun l'eroe
- Dynamic Superobot Wars
- Dynamic Heroes
- Il fiore della gioventù
- Falco il super bolide
- Firehawk
- Full Metal Lady
- Gaiking il robot guerriero
- Gaiking - Legend of Daiku-Maryu
- Garla
- Go! Go! Explosion
- Goldrake U
- Golf Gambler
- Gloyzer X
- Gruppo giovani escursionisti
- Guerra di quartiere
- Guerrilla High
- Hanappe Bazooka
- Happy Wedding Go & Sumiko!
- Henchin Pokoider
- Henkin Tamaider
- Il ricordo di K-Kun
- Illusion Panty
- Gli investigatori dell'occulto
- Iron Fighter Musashi
- Iron Muscle
- Iron Virgin Jun
- Iyahaya Nantomo
- Jintaro Sandogasa
- Kamasutra
- Kedaman
- Kekko Kamen
- Kikkaikun
- King Bomber
- Kinta il cowboy
- Kishin
- Il leone nero
- Lovely Angel
- Maboroshi Panty
- Maro
- Memory Glass
- Midnight Soldier
- Mild Seven
- Omorai
- Oni
- Outlaw High
- Il padiglione della morte
- Il palazzo del teschio
- Il pazzo mondo di Go Nagai
- Panjee
- La piccola Sweetie
- Il professor Rambo
- Psycho Armor Govarian
- Il pugno assassino
- Riger la bestia divina
- Robochoi Ace
- Salachia
- La Samurai senza pudore
- Samurai World
- Satanikus!
- Scuola di ladri
- Sei miliardi di dinosauri
- Sengun
- Sharaku
- Shersciokko Holmes
- Shin Jeeg robot d'acciaio
- Space Shool
- Spy School
- Supersaiyuki
- Susanoo
- Taiga
- Technolog-Men
- Tokugawa Ieyasu Inc.
- Ufo Girl
- L'uomo alato
- V
- Viva le lottatrici di catch
- Wakabakasama
- Yadamon il piccolo mostro
- Zubaban